# Kanał imienia Moskwy
Kanał imienia Moskwy (ros. Канал имени Москвы) – kanał wodny w Rosji, łączący rzekę Moskwę z Wołgą, o długości 128 kilometrów.
Kanał ma duże znaczenie gospodarcze. Dzięki niemu Moskwa uzyskała najkrótsze połączenie z górną Wołgą oraz morzami: Bałtyckim, Białym, Czarnym i Kaspijskim, stając się portem rzecznym, którym przewozi się różne ładunki.
Wymiary śluz kanału imienia Moskwy to 290 metrów długości, na 30 m szerokości i 5,3 m głębokości.

## Historia
Kanał został oddany do użytku 15 czerwca 1937 jako Kanał Moskwa-Wołga imienia Józefa Stalina. Budowa trwała 4 lata i 8 miesięcy; budowali go więźniowie specjalnie stworzonego w tym celu łagru w mieście Dmitrow pod nadzorem Matwieja Bermana. Od 1947 nosi nazwę Kanał imienia Moskwy.

## Galeria

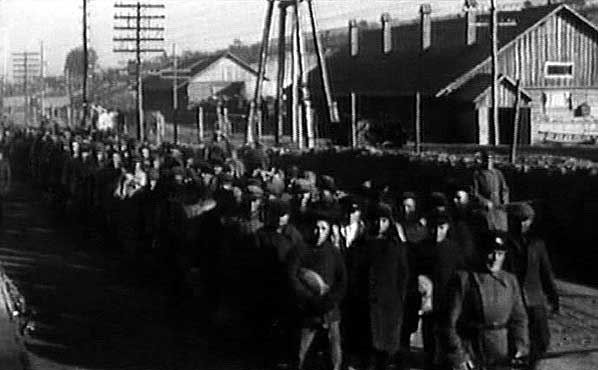
Łagiernicy budujący kanał
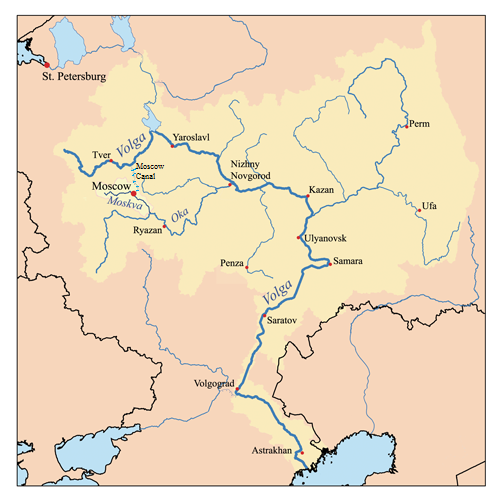
Kanał imienia Moskwy (na północ od miasta Moskwa) oraz rzeka Wołga